# Totally Doctor Who
A Totally Doctor Who a Ki vagy, doki? tévésorozathoz kapcsolódó, gyermekekhez szóló televíziós háttérműsor. 2006. április 13.-a és 2007. június 29.-e között volt adásban. A műsort, mint a Ki vagy, Doki? gyerekeknek szóló mellékágát, a Sarah Jane kalandjai című sorozat váltotta fel. Mindegyik részben vannak műsorszegmensek, és fellépnek sztárvendégek.

## Epizódlista
A jobbra dőltek azt jelzik hogy nem szerepel sorozat színészeik között, de ők készítették.
| Epizód sorszáma | Sztárvendég                                                       | Sztárvendég szerepe a Doctor Who (szereplő vagy készítése) | Bemutató napja    |
| --------------- | ----------------------------------------------------------------- | --- | ----------------- |
| 1               | Noel Clarke                                                       | Mickey Smith | 2006. április 13. |
| 2               | David Tennant                                                     | A Doktor | 2006. április 20. |
| 3               | Noel Clarke (újra)                                                | Mickey Smith (újra) | 2006. április 27. |
| 4               | David Tennant (újra), Joe Pickley                                 | A Doktor, Kenny ("Osztálytalálkozó") | 2006. május 4.    |
| 5               | Camille Coduri, Jessica Atkins                                    | Jackie Tyler, fiatal Reinette ("Parókás intrikák") | 2006. május 11.   |
| 6               | Camille Coduri (újra), Andrew Hayden-Smith                        | Jackie Tyler (újra), Jake (A kiborgok kora/Acélkorszak, A szellemhadsereg/A végítélet napja)                                                                                                   | 2006. május 18.   |
| 7               | Paul Kasey                                                        | Szörny színész | 2006. május 25.   |
| 8               | Rory Jennings                                                     | Tommy (A bolond lámpása) | 2006. június 1.   |
| 9               | MyAnna Buring                                                     | Scooti (Képtelen bolygó) | 2006. június 8.   |
| 10              | Ronny Jhutti                                                      | Danny (Képtelen bolygó/Az ördöglyuk) | 2006. június 15.  |
| 11              | Russell T Davies                                                  | Író/Producer (a sorozat készítője) | 2006. június 22.  |
| 12              | Abisola Agbaje                                                    | Chloe Webber (Félelem és remény) | 2006. június 29.  |
| 13              | Elisabeth Sladen, Raji James                                      | Sarah Jane Smith (a régi sorozat 11. évadától a 14. évad elejéig, The Five Doctors, Osztálytalálkozó, Az ellopott Föld/Az utazás vége), Dr. Rajesh Singh (A szellemhadsereg/A végítélet napja) | 2006. július 6.   |
| 14              | Freema Agyeman, Reggie Yates                                      | Martha Jones, Leo Jones | 2007. április 2.  |
| 15              | David Tennant (újra), Freema Agyeman (újra)                       | A Doktor, Martha Jones | 2007. április 13. |
| 16              | Russell T Davies (újra), Lenora Crichlow                          | Író/Producer (a sorozat készítése)(újra), Cheen (Közlekedési dugó) | 2007. április 20. |
| 17              | Miranda Raison, Helen Raynor                                      | Tallulah ("Dalekok Manhattanben"/"A dalekok evolúciója"), epizódíró (Dalekok Manhattanben/A dalekok evolúciója)                                                                                | 2007. április 27. |
| 18              | Eric Loren, Nick Briggs, Colin Newman, David Hankinson            | Mr .Diagoras és emberi Dalek Sec (Daleks in Manhattan/Evolution of the Daleks), Dalek hangok, Dalek rádió vezérlő hangja, Dalek irányító                                                       | 2007. május 4.    |
| 19              | Freema Agyeman (újra), Gugu Mbatha-Raw, Adjoa Andoh, Trevor Laird | Martha Jones (újra), Tish Jones, Francine Jones, Clive Jones | 2007. május 11.   |
| 20              | William Ash, James North                                          | Riley (42 perc), díszlettervező | 2007. május 25.   |
| 21              | Lauren Wilson, Ailsa Berk                                         | Lucy Cartwright (Emberbőrben/A Vércsalád), koreográfus | 2007. június 1.   |
| 22              | Tom Palmer, Crispin Layfield, Gordon Seed                         | Hutchinson (Emberbőrben/A Vércsalád), látványtervező, David Tennant doblőre | 2007. június 8.   |
| 23              | Paul Kasey (újra)                                                 | Szörny színész (újra) | 2007. június 15.  |
| 24              | John Barrowman, Russell T Davies (újra)                           | Jack Harkness, Író/Producer (a sorozat készítése)(újra) | 2007. június 22.  |
| 25              | A Tottaly csapat                                                  | A Tardis és a Time Lord csapatok | 2007. június 29.  |

## Fordítás
- Ez a szócikk részben vagy egészben  a   Totally_Doctor_Who című angol Wikipédia-szócikk fordításán alapul.  Az eredeti cikk szerkesztőit annak laptörténete sorolja fel. Ez a jelzés csupán a megfogalmazás eredetét és a szerzői jogokat jelzi, nem szolgál a cikkben szereplő információk forrásmegjelöléseként.